# سرخ و سیاه (فیلم ۱۹۸۳)
سرخ و سیاه (انگلیسی: The Scarlet and the Black) یک تله‌فیلم درام تاریخی جنگی به کارگردانی جری لاندن است که در سال ۱۹۸۳ منتشر شد. این فیلم روایتی از زندگی کشیش کاتولیک ایرلندی مانسینیور هیو اوفلاهرتی است که جان هزاران یهودی و اُسرای متفقین را در در جریان جنگ جهانی دوم نجات داد.

## گزیدهٔ بازیگران

### مقامات واتیکان
- گریگوری پک در نقش مانسینیور هیو اوفلاهرتی
- جان گیلگد در نقش پیوس دوازدهم
- رف ولونه
- آنجلو اینفانتی
- مارنه مایتلند
- استلیو کاندلی

### پرسنل اس‌اس
- کریستوفر پلامر در نقش اس‌اس-اوبراشتورمبان‌فورر هربرت کاپلر
- کنت کولی در نقش اس‌اس-هاوپت‌اشتورم‌فورر هیرش (بازنمایی هاوپت‌اشتورم‌فورر اریش پریبکه)
- والتر گوتل در نقش اس‌اس-اوبرگروپن‌فورر مکس هلم (بازنمایی اوبرگروپن‌فورر کارل ولف)
- مایکل بیرن در نقش راینهارت بِک
- تی. پی. مک‌کنا در نقش رایشس‌فورر-اس‌اس هاینریش هیملر

### نیروهای متفقین
- جان تری در نقش ستوان جک منینگ
- فیلیپ هاتون در نقش ستوان هری بارنت
- مارک لوئیس در نقش سرجوخه لس تیت
- ویلیام برگر در نقش افسر اطلاعاتی آمریکا
- ادموند پاردوم در نقش افسر اطلاعاتی بریتانیا

### سایرین
- باربارا بوشه
- جولیان هالووی
- الگا کارلاتوس
- ورنن دابچف
- پیتر بارتون
- فابیانا اودنیو
- رمو رموتی
- برونو کوراتساری